# ビルとテッドの地獄旅行
『ビルとテッドの地獄旅行』（ビルとテッドのじごくりょこう、Bill & Ted's Bogus Journey）は、1991年のアメリカ合衆国のSFコメディ映画。監督はピート・ヒューイット、出演はキアヌ・リーブスとアレックス・ウィンターなど。1989年の映画『ビルとテッドの大冒険』の続編。2020年には29年ぶりとなる続編『ビルとテッドの時空旅行 音楽で世界を救え!』が公開された。

## ストーリー
ビルとテッドはロックで全世界を救済し英雄となる夢を抱いていたが、それを快く思わない未来の悪の権化デ・ノモロスは2人そっくりのロボットを送り込み、2人を殺してしまう。
地獄に行ったビルとテッドは“死神”グリム・リーパーをボードゲームで打ち負かし、天国に行って火星人の協力を得てから生き返り、自分たちもロボットを造り、反撃を開始する。 

## キャスト
| 役名                                        | 俳優                                    | 日本語吹替                                                          | 日本語吹替                      |
| 役名                                        | 俳優                                    | ソフト版                                                            | テレビ東京版                    |
| ------------------------------------------- | --------------------------------------- | ------------------------------------------------------------------- | ------------------------------- |
| セオドア "テッド"・ローガン                 | キアヌ・リーブス                        | 井上和彦                                                            | 高木渉                          |
| ビル・プレストン                            | アレックス・ウィンター                  | 島田敏                                                              | 真殿光昭                        |
| "死神" グリム・リーパー                     | ウィリアム・サドラー                    | 大木民夫                                                            | 大塚明夫                        |
| デ・ノモロス                                | ジョス・アクランド                      | 内海賢二                                                            | 村松康雄                        |
| ワードロー                                  | パム・グリア                            | 一城みゆ希                                                          | 深水由美                        |
| ルーファス                                  | ジョージ・カーリン                      | 藤本譲                                                              | 辻親八                          |
| ミッシー                                    | エイミー・ストック＝ポイントン          | 滝沢久美子                                                          | 堀越真己                        |
| テッドの父                                  | ハル・ランドン・Jr                      | 朝戸鉄也                                                            | 塚田正昭                        |
| エリザベス                                  | アネット・アスクイ                      | 松本梨香                                                            | 渡辺美佐                        |
| ジョアンナ                                  | サラ・トリガー                          | 安達忍                                                              | 栗山微笑子                      |
| オーツ大佐                                  | チェルシー・ロス                        | 麦人                                                                | 秋元羊介                        |
| サタン、ステーション、 イースターバニーの声 | フランク・ウェルカー （クレジットなし） |                                                                     |                                 |
| その他                                      |                                         | 安西正弘 西川幾雄 大山高男 荒川太郎 宮本充 金野恵子 西宏子 要田禎子 | 広瀬正志 丸山真奈実 岡野浩介    |
|                                             |                                         |                                                                     |                                 |
| 演出                                        |                                         | 田島荘三                                                            | 春日一伸                        |
| 翻訳                                        |                                         | 新村一成                                                            | 上妻冬子                        |
| 制作                                        |                                         | コスモプロモーション                                                | テレビ東京 ムービーテレビジョン |
| 初回放送                                    |                                         |                                                                     | 1994年12月2日 『シネマタウン』  |

- テレビ東京版はHDニューマスター版に収録された。

- また字幕版には誤訳シーンがあり、天国で宇宙人のステーションがするジェスチャーゲームの回答は『トランザム7000 （Smokey and the Bandit)』であるが「スモーキーは悪漢」と訳されている。（ソフト版吹き替えではスモーキー・アンド・バンデットと原題で答えている。）

## 備考
デ・ノモロスを演じたジョス・アクランドは後に2001年のBBCのインタビューで、本作への出演を後悔していると語った。

## 作品の評価
Rotten Tomatoesによれば、54件の評論のうち高評価は56%にあたる30件で、平均点は10点満点中6点、批評家の一致した見解は「『ビルとテッドの地獄旅行』は、前作と同じスターと、そして陽気で風変わりなユーモアのセンスを揃えているが、2回目ともなると、この組み合わせははるかに効果的でないことがわかる。」となっている。
Metacriticによれば、10件の評論のうち、高評価は5件、賛否混在は4件、低評価は1件で、平均点は100点満点中60点となっている。